# Berit Hallqvist
Berit Margareta Hallqvist, född 10 februari 1938 i Stockholm, är en svensk sopransångerska.
Berit Hallqvist utbildade sig på Musikhögskolan i Stockholm 1957-63 för Folke Sällström, Ragnar Hultén och Carl-Eric Dramstad. Efter examen studerade hon också Liedertolkning för Gerald Moore, Erik Werba och Paul Lohmann. Hon gav sin första solokonsert 1966 i Stockholm.
Hon var sångpedagog på Lärarhögskolan i Stockholm, från 1965 på Musikhögskolan i Stockholm och från 1969 på Musikhögskolan i Köpenhamn.